# سكوت راسكن
سكوت راسكن (12 يناير 1975 في المملكة المتحدة - ) (بالإنجليزية: Scott Ruskin)‏ هو لاعب كريكت بريطاني.